# Patrologia Grega

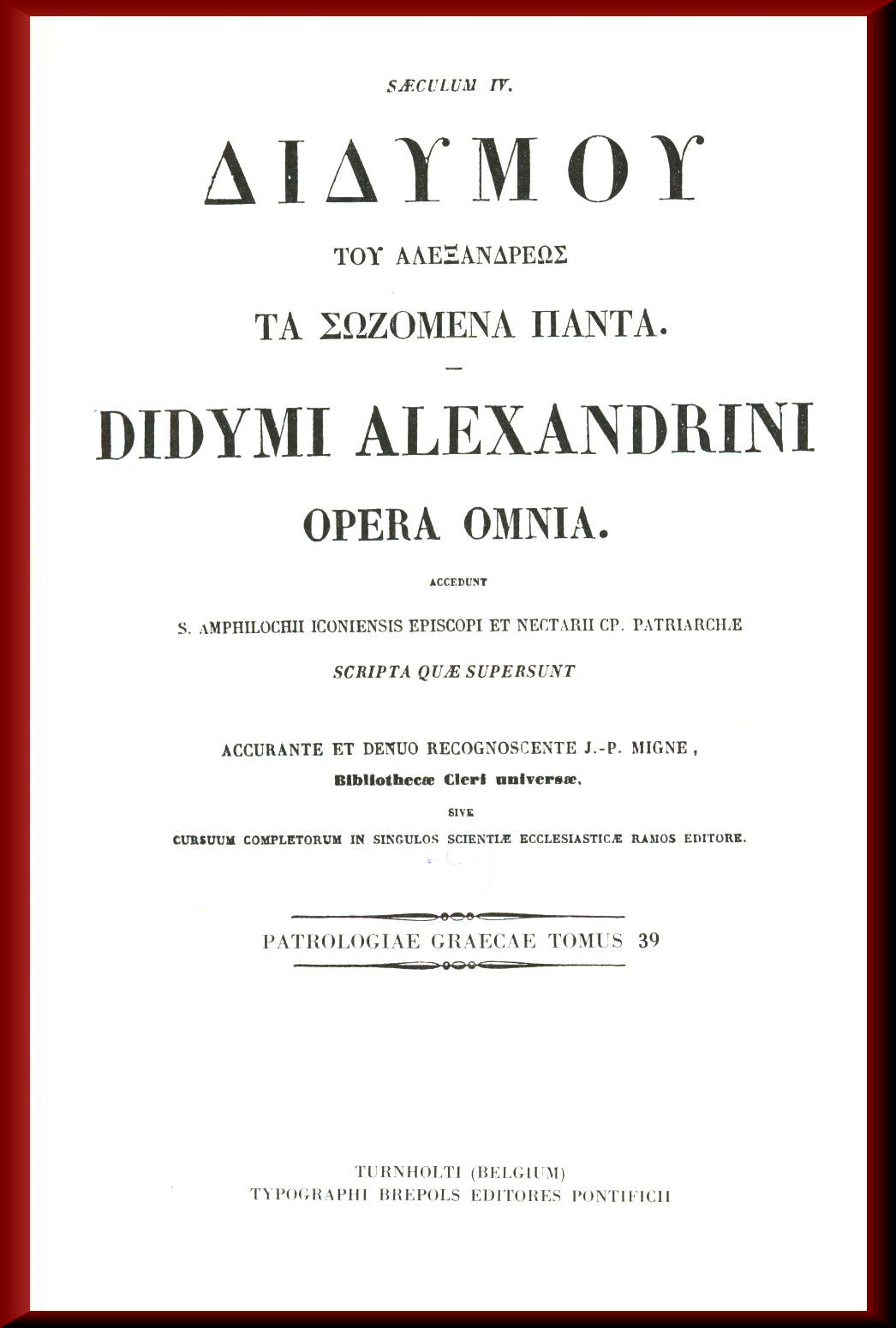
Dídimo Alexandrino na Patrologia Grega

A Patrologia Grega (em latim: Patrologia Graeca), também referida como Patrologia do Curso Completo (Patrologiae Cursus Completus) ou Série Grega (Series Graeca), é uma coleção editada das obras dos Padres da Igreja cristãos e vários escritores seculares, escritos em koiné antigo ou em grego medieval. Ela consiste de 161 volumes produzidos em 1857-1866 pela Imprimerie Catholique de J. P. Migne. Estão incluídos na obra tanto os autores orientais quanto os ocidentais que escreveram antes que o latim se tornasse predominante na igreja ocidental no século III, o caso de todos os Padres Apostólicos, por exemplo, e também as Epístolas de Clemente, o Pastor de Hermas, Eusébio de Cesareia, Orígenes e os Padres Capadócios, Basílio Magno, Gregório de Nazianzo e Gregório de Níssa.
Os 161 volumes estão foram encadernados em 166 livros diferentes (volumes 16 e 87 estão divididos em três partes e o volume 86, em dois). Um importante volume final, que incluiria alguns suplementos e um índice completo, nunca foi publicado, pois as placas foram destruídas num incêndio em 1868
A primeira série continha apenas traduções latinas dos originais (81 volumes, 1856 - 1861). A segunda já continha o texto em grego com uma tradução sinótica para o latim (166 volumes, 1857-1866). Os textos são inter-relacionados, com uma coluna em grego e uma correspondente ao lado com a tradução latina. Nos pontos onde o original grego se perdeu, como no caso de Ireneu, os fragmentos sobreviventes estão espalhados por todo o texto em latim. Em um caso, o original está preservado em siríaco apenas e traduzido para o latim. Muitas vezes, a informação sobre o autor é dada também em latim.

## Lista de volumes

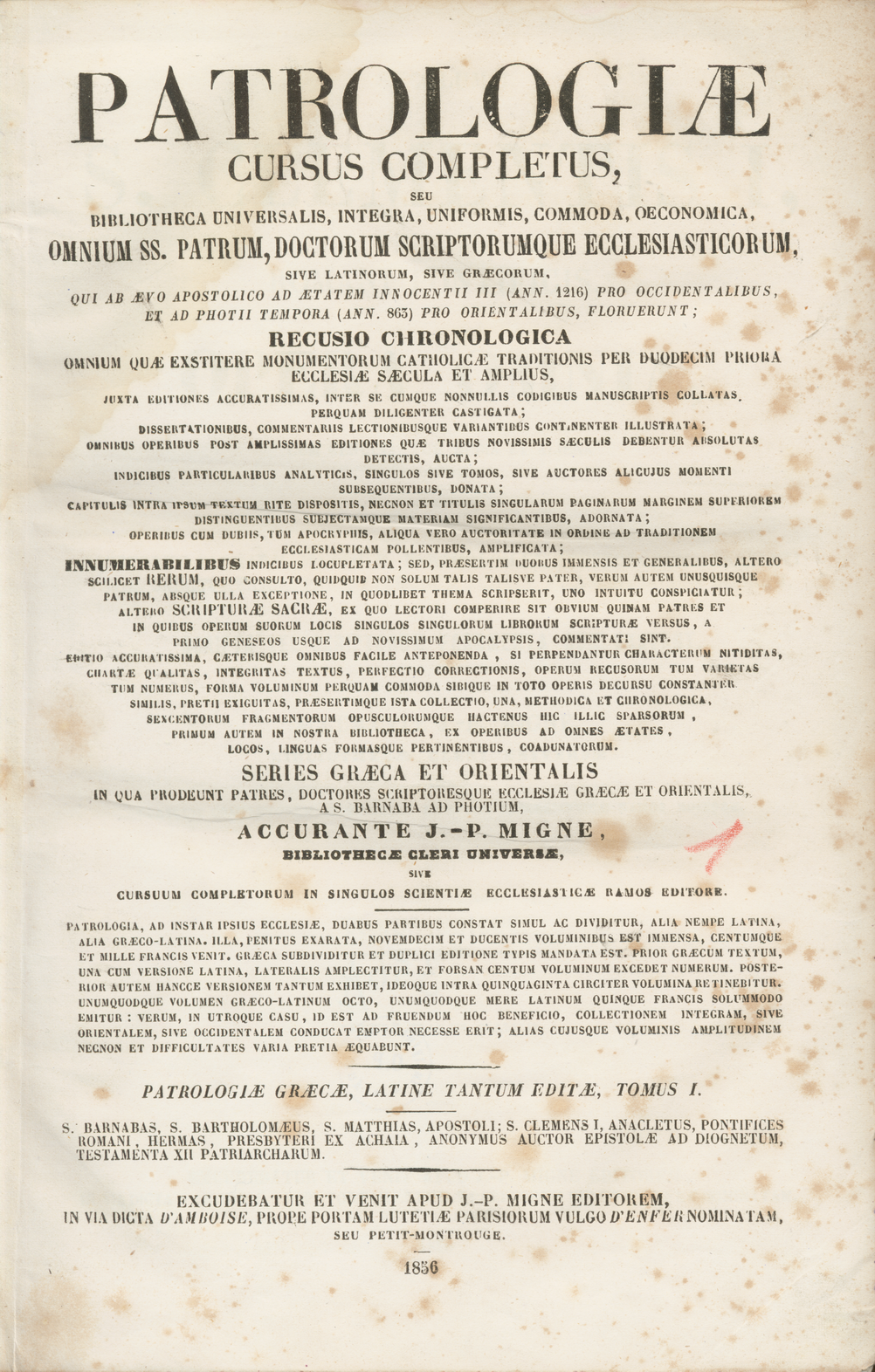
Edição francesa da Patrologia Grega, 1856

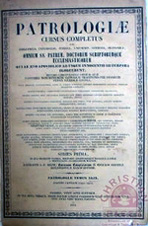
Patrologia Grega

Assim como a Patrologia Latina, os autores estão, com poucas exceções, em ordem cronológica, cobrindo o período entre os primeiros autores cristãos e a queda de Constantinopla.
pré-nicenos
PG 1: Clemente de Roma
PG 2: Clemente de Roma, Epístola de Barnabé, Pastor de Hermas, Epístola a Diogneto, Testamento anônimo dos 12 patriarcas
PG 3-4: Pseudo-Dionísio, o Areopagita (século V-VI), comentário de Máximo, o Confessor (século VII) sobre Pseudo-Dionísio, comentário de Jorge Paquimeres (século XIV) sobre Pseudo-Dionísio.
PG 5: Inácio de Antioquia, Policarpo de Esmirna, Melito de Sárdis, Pápias de Hierápolis, Apolônio de Éfeso etc.
PG 6: Justino Mártir, Tatiano, Atenágoras de Atenas, Teófilo de Antioquia, Hérmias, o Filósofo
PG 7: Ireneu de Lyon
PG 8-9: Clemente de Alexandria
PG 10: Gregório Taumaturgo, Papa Zeferino, Sexto Júlio Africano, Papa Urbano I, Hipólito de Roma, Teognosto de Alexandria etc.
PG 11-17: Orígenes
PG 18: Metódio de Olimpos, Alexandre de Licópolis, Pedro de Alexandria, Teodoro de Heracleia etc.
século IV
PG 19-24: Eusébio de Cesareia
PG 25-28: Atanásio de Alexandria
PG 29-32: Basílio Magno
PG 33: Cirilo de Jerusalém, Apolinário de Laodiceia, Diodoro de Tarso, Pedro II de Alexandria, Timóteo de Alexandria, Isaque, o ex-judeu
PG 34: Macário do Egito e Macário de Alexandria
PG 35-37: Gregório de Nazianzo, Basílio (o menor), bispo de Cesareia no século X
PG 38: Gregório de Nazianzo, Cesário de Nazianzo
PG 39: Dídimo, o Cego, Anfilóquio de Icônio, Nectário de Constantinopla
PG 40: Padres do deserto: Antão do Deserto, Pacômio, Serapião de Tmuis, Orsísio e os abades Isaías e Teodoro. Outros: Astério de Amasia, Nemésio de Emesa, Jerônimo Teólogo Grego, Serapião de Antioquia, Filo, bispo de Carpásia, Evágrio do Ponto
PG 41-42: Epifânio de Salamis
PG 43: Epifânio, Nono de Panópolis
PG 44-46: Gregório de Níssa
século V
PG 47-64: João Crisóstomo
PG 65: Severiano de Gabala, Teófilo de Alexandria, Paládio da Galácia, Filostórgio, Ático de Constantinopla, Proclo de Constantinopla, Flaviano de Constantinopla, Marcos, o Eremita, Marcos Diádoco, Marcos, o Diácono
PG 66: Teodoro de Mopsuéstia, Sinésio, Arsênio, o Grande
PG 67: Sócrates Escolástico e Sozomeno
PG 68-76: Cirilo de Alexandria
PG 77: Cirilo de Alexandria, Teódoto de Ancira, Paulo, bispo de Emesa, Acácio de Beroia, João I de Antioquia, Memnon, bispo de Éfeso, Acácio de Melitene, Rábula de Edessa, Firmo, bispo de Cesareia, Anfilóquio de Sida
PG 78: Isidoro de Pelúsio
PG 79: Nilo do Sinai
PG 80-84: Teodoreto
PG 85: Basílio de Selêucia, Eutálio de Alexandria, João de Cárpatos, Enéas de Gaza, Zacarias Retórico bispo de Mitilene, Gelásio de Cízico, Teótimo, Amônio Sacas, André, bispo de Samósata, Genádio de Constantinopla, Cândido, Antípatro de Bostra, Dalmácio, bispo de Cízico, Timóteo, bispo de Berito, Eustácio, bispo de Berito.
século VI
PG 86a: Presbítero Timóteo de Constantinopla, João Maxêncio, Teodoro, o Leitor, Procópio, diácono de Tiro, Teodoro, bispo de Citópolis, Presbítero Timóteo de Jerusalém, Teodósio I de Alexandria, Eusébio de Alexandria, Eusébio de Emesa, Gregêncio de Zafar, Epifânio de Constantinopla, Isaque de Nínive, Barsanúfio de Gaza, monge Eustácio, Imperador Justiniano, Agápito, o diácono, Leôncio bizantino
PG 86b: Leôncio bizantino (continuação), Patriarca Efraim de Antioquia, Paulo Silenciário, Eutíquio de Constantinopla, Evágrio Escolástico, Eulógio de Alexandria, Simeão Estilita, o Moço, Zacarias de Jerusalém, Modesto de Jerusalém, Texto anônimo sobre o cerco de Jerusalém em 614, Jóbio, Eréctio, bispo de Antioquia da Pisídia, Pedro, bispo de Laodiceia.
século VII
PG 87a-87b: Procópio de Gaza
PG 87c: Procópio de Gaza, João Mosco, Sofrônio, monge Alexandre
PG 88: Cosme Indicopleustes, diácono Constantino, João Clímaco, Agátias, Gregório I de Antioquia, João IV de Constantinopla, Doroteu de Gaza
PG 89: Anastácio Sinaíta, Anastácio II de Antioquia, abade Anastácio de Eutímio, Anastácio (IV?) de Antioquia, Antíoco de Sabe
PG 90: Máximo, o abade
PG 91: Máximo, o Confessor, o abade Talássio, Teodoro de Raithu
PG 92: Chronicon Paschale, Jorge de Pisídia
PG 93: Olimpiodoro, diácono de Alexandria, Hesíquio, Leôncio, bispo de Neápolis, Leôncio de Damasco
século VIII
PG 94-95: João de Damasco
PG 96: João de Damasco, João de Niceia, João VI de Constantinopla, João de Eubeia
PG 97: João Malalas (século VI), André de Creta, Elias de Creta e Teodoro Abucara
PG 98: Germano I de Constantinopla, Cosme de Jerusalém, Gregório II de Agrigento, Becuciano, anônimo, Pantaleão, diácono de Constantinopla, monge Adriano, Epifânio, diácono da Catânia, monge Pacômio, monge Filoteu, Tarásio de Constantinopla
PG 99: Teodoro Estudita
século IX
PG 100: Nicéforo I de Constantinopla, Estevão, diácono de Constantinopla, Gregório de Decápole, Cristóforo I de Alexandria, Metódio I de Constantinopla
PG 101-103: Fócio de Constantinopla
PG 104: Fócio de  Constantinopla, Pedro Sículo, Pedro de Argos, Bartolomeu de Edessa
PG 105: Nicetas ('David') da Paflagônia, Teognosto, o Gramático, anônimo, José, o Hinógrafo
século X
PG 106: Josefo, Nicéforo, o Filósofo, André de Cesareia, Aretas de Cesareia, João, o Geômetra, Cosme, o Vestidor, Leão, o Patrício, Atanásio de Corinto, breves obras gregas anônimas
PG 107: Leão VI, o Sábio
PG 108: Teófanes o Confessor, autor desconhecido, Leão Gramático, Anastácio Bibliotecário
PG 109: Scriptores post Theophanem (Teófanes Continuado) (edição de Combefisius)
PG 110: Jorge Hamartolo
PG 111: Nicolau I Místico, Basílio, bispo de Neai Patrai, Basílio (o menor), bispo de Cesareia, Gregório, presbítero de Cesareia, José Genésio, Moses Bar-Kepha da Síria, Teodoro Dafnopata, Nicéforo, presbítero de Constantinopla, Eutíquio de Alexandria, Jorge Hamartolo
PG 112: Constantino VII
PG 113: Constantino VII (De Thematibus Orientis et Occidentis Libri Duo , Liber de Adminstrando Imperio , Delectus Legum Compendiarius Leonis et Constantini , Constantini Porphyrogeniti Novelle Constitutiones , Excerpta de Legationibus), Nicon, monge em Creta, Teodósio, o Diácono
PG 114-116: Simeão Metafrastes
PG 117: imperador Basílio II Bulgaróctono, imperador Nicéforo II Focas, Leão, o Diácono, Hipólito de Tebas, monge João Georgides, Inácio, o diácono, Nilo, o Eparca, Cristóvão Protoasecreta, Miguel Hamartolo, anônimo, Suda
PG 118: Ecumênio, bispo de Trica
PG 119: Ecumênio, bispo de Trica, vários autores (patriarcas, bispos e outros) sobre o Jus Canonicum greco-romano
século XI
PG 120: Anônimo sobre a vida de Nilo, o Moço, Teodoro de Icônio, Leão Presbítero, Leão Gramático, Presbítero João, monge Epifânio de Jerusalém, patriarca Aléxio de Constantinopla, Demétrio de Cízico, Nicetas Cartofílax de Niceia, Patriarca Miguel I Cerulário de Constantinopla, Samonas, bispo de Gaza, Leão de Ácrida, arcebispo da Bulgária, Nicetas Estetato, presbítero e monge do  Mosteiro de Estúdio, João Mauropo, bispo de Euceta, patriarca João VIII de Constantinopla, diácono João de Constantinopla, Simão o Novo Teólogo
PG 121-122: Jorge Cedreno
PG 123-126: Teofilacto de Ácrida
século XII
(vol. 127 abrange autores dos séculos XI e XII)
PG 127: Nicéforo Briênio, o Moço, Constantino Manasses, Patriarca Nicolau III de Constantinopla, Luce VII, abade de Grottaferrata, monge Nicon de Raithu, Anastácio, arcebispo de Cesareia, Nicetas Serrônio, monge Jacó de Cocinóbafos, Filipo Solitário, monge Jó, Grossolano, Irene Augusta, imperador Nicéforo III Botaniates, Nicetas de Side
PG 128-130: Eutímio Zigabeno
PG 131: Eutímio Zigabeno, Ana Comnena
PG 132: Teófanes Querameu, Nilo Doxápatris, João, o Oxita, Patriarca de Antioquia, Imperador João II Comneno, Isaac, católico da Armênia Magna
PG 133: monge Arsênio do Mosteiro de Filoteu, Aleixo Aristeno, Lucas Crisoberges, patriarca de Constantinopla, Teoriano Filósofo, João Cinamo, Manuel I Comneno, Imperador Aleixo I Comneno, Imperador Andrônico I Comneno, Teodoro Pródromo
PG 134: João Zonaras
PG 135: João Zonaras, patriarca Jorge II Xifilino, imperador Isaac II Ângelo, presbítero Neófito, João Chilas, metropolita de Éfeso, Nicolaus, metropolita de Modon, Eustácio de Tessalônica
PG 136: Eustácio de Tessalônica, Antônio Melissa
século XIII
PG 137-138: Teodoro Bálsamo
PG 139: Isidoro de Tessalônica, Nicetas de Maroneia, metropolita de Tessalônica, João, bispo de Citro (Pidna), Marcos III de Alexandria, patriarca de Alexandria, Joel, o Cronógrafo, Nicetas Coniates
PG 140: Nicetas Coniates, grego anônimo, Miguel Coniates,  arcebispo de Atenas, Teodoro, bispo de Alânia, Teodoro, bispo de (S)Andide, Manuel Magno, Pantaleão, diácono de Constantinopla, patriarca Manuel I de Constantinopla, patriarca Germano II de Constantinopla, Miguel Cumno, metropolita de Tessalônica, imperador Teodoro I Láscaris, monge Metódio, Nicéforo II de Constantinopla, Constantino Acropolita, patriarca Arsênio I de Constantinopla, Jorge Acropolita, Nicéforo Cumno, papas Alexandre IV e Sisto IV
PG 141: patriarca João XI de Constantinopla, Constantino Meliteniota, Jorge Metoquita
PG 142: patriarca Gregório II de Constantinopla, patriarca Atanásio I de Constantinopla, Nicéforo Blemides
século XIV
PG 143: Efrêmio Cronógrafo, Teolépto, metropolita de Filadélfia, Jorge Paquimeres
PG 144: Jorge Paquimeres, Teodoro Metoquita, Mateus Blastares
PG 145: Mateus Blastares, monge Teódulo, também chamado Tomás Magistro, Nicéforo Calisto Xantópulo
PG 146: Nicéforo Calisto Xantópulo
PG 147: Nicéforo Calisto Xantópulo, monges Calisto e Inácio Xantópulo, patriarca Calisto I de Constantinopla, Calisto Telícuda, Calisto Catafugiota, monge Nicéforo, Máximo Planudes
PG 148: Nicéforo Gregoras
PG 149: Nicéforo Gregoras, Nilo Cabásilas, Metropolita de Tessalônica, Teodoro de Melitene, Gregório Lápita, o Cipriota
PG 150: Constantino Armenópulo, Macário Crisocéfalo, metropolita de Filadélfia, patriarca João XIV Calecas, Teófanes, arcebispo de Niceia, Nicolau Cabásilas, Gregório Palamas
PG 151: Gregório Palamas, Gregório Acindino, Barlaão de Seminara
PG 152: Manuel Calecas, João Ciparissiota, imperador Mateus Cantacuzeno, Cânones sinódicos e patriarcais e legislação de vários patriarcas de Constantinopla (João XIII Glykys, Isaías, João XIV Calecas, Isidoro, Calisto, Filoteu)
PG 153: João Cantacuzeno
PG 154: João Cantacuzeno, Filoteu, arcebispo da Selímbria, Demétrio Cidone, monge Máximo Crisoberges
século XV
PG 155: Simeão, arcebispo de Tessalônica
PG 156: Manuel Crisoloras, João Canano, Manuel II Paleólogo, João Anagnosta, Jorge Frantzes
PG 157: Jorge Codino, Miguel Ducas, o Historiador
PG 158: Miguel Glica, João, diácono de Adrianópolis, Isaías de Chipre, monge Hilarião, João Argirópulo, patriarca José II de Constantinopla, monge Jó, Bartolomeu de Jano, Ord. Minorum, Nicolau Bárbaro Patrício Veneto, anônimo sobre a vida Maomé II, o Conquistador
PG 159: Laônico Calcondilas de Atenas, Leonardo Ciense, arcebispo de Mitilene, Isidoro de Tessalônica, José, bispo de Metone
PG 160: patriarca Gregório III de Constantinopla, patriarca Genádio II de Constantinopla, Jorge Gemisto Pletão, Mateus Camariota, Marcus Eugênico, metropolita de Éfeso, papa Nicolau V
PG 161: Bessarion, Jorge de Trebizonda, Constantino Láscaris, Teodoro Gaza, Andrônico Calisto